# 黄震遐 (作家)
黄震遐（1910年4月17日—1974年1月18日），中国作家，广东南海县人。1930年曾参加中原大战。他在《大晚报》工作至1932年，后赴杭州笕桥的中央航空学校编辑《空军》期刊。全面抗战时期，他曾任“军事委员会战时干部训练团第四团”、“西北青年劳动营”、“军事委员会陕西省军队组训民众动员总指挥部商同区动员指挥部”的政工干部，并任西安《军学月刊》和兰州《天下》杂志编辑。1946年曾应张治中邀请担任《新疆日报》社长。1949年后赴香港，1974年逝世于九龙。
黄震遐曾是“民族主义文学”的主要提倡者之一。他在《前锋月刊》上发表的诗剧《黄人之血》和小说《陇海线上》受到鲁迅抨击。鲁迅认为《陇海线上》把中国军阀的混战视为“外国人在打别一外国人”，说明作者“只同外国主子休戚相关”。他还认为《黄人之血》渲染的“西征”，矛头直指苏联，将日本占领东北视为西征第一步，是卖国投降。黄其他的作品还有长篇小说《大上海毁灭》等。